# Dino Hotić
Dino Hotić, slovensko-bosansko-hercegovski nogometaš, * 26. julij 1995, Ljubljana.
Hotić je profesionalni nogometaš, ki igra na položaju vezista. Od leta 2025 je član kluba v Združenih arabskih emiratih Ajman Club in od leta 2019 tudi bosansko-hercegovske reprezentanca. Ped tem je igral za slovenske klube Maribor, Veržej in Krško, belgijski Cercle Brugge in poljski Lech Poznań. Skupno je v prvi slovenski ligi odigral 133 tekem in dosegel 20 golov. Z Mariborom je osvojil naslov slovenskega državnega prvaka v sezonah 2011/12, 2012/13, 2013/14, 2014/15, 2016/17 in 2018/19, slovenski pokal v letih 2012 in 2013 ter SuperPokal v letih 2012, 2013 in 2014. Bil je tudi član slovenske reprezentance do 16, 17, 18, 19 in 21 let ter reprezentance B.